# Kofola

Logo von Kofola

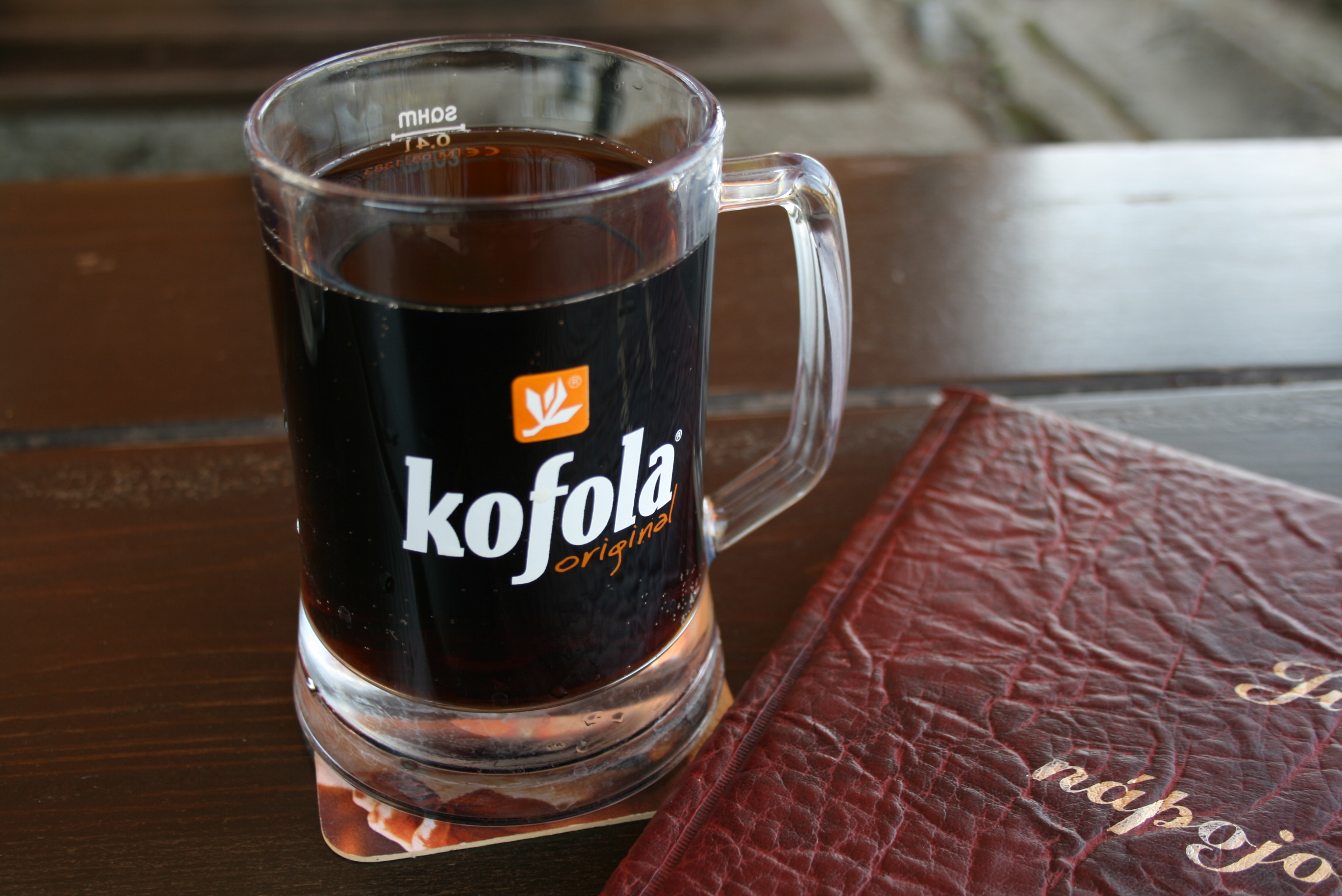
Kofola vom Fass

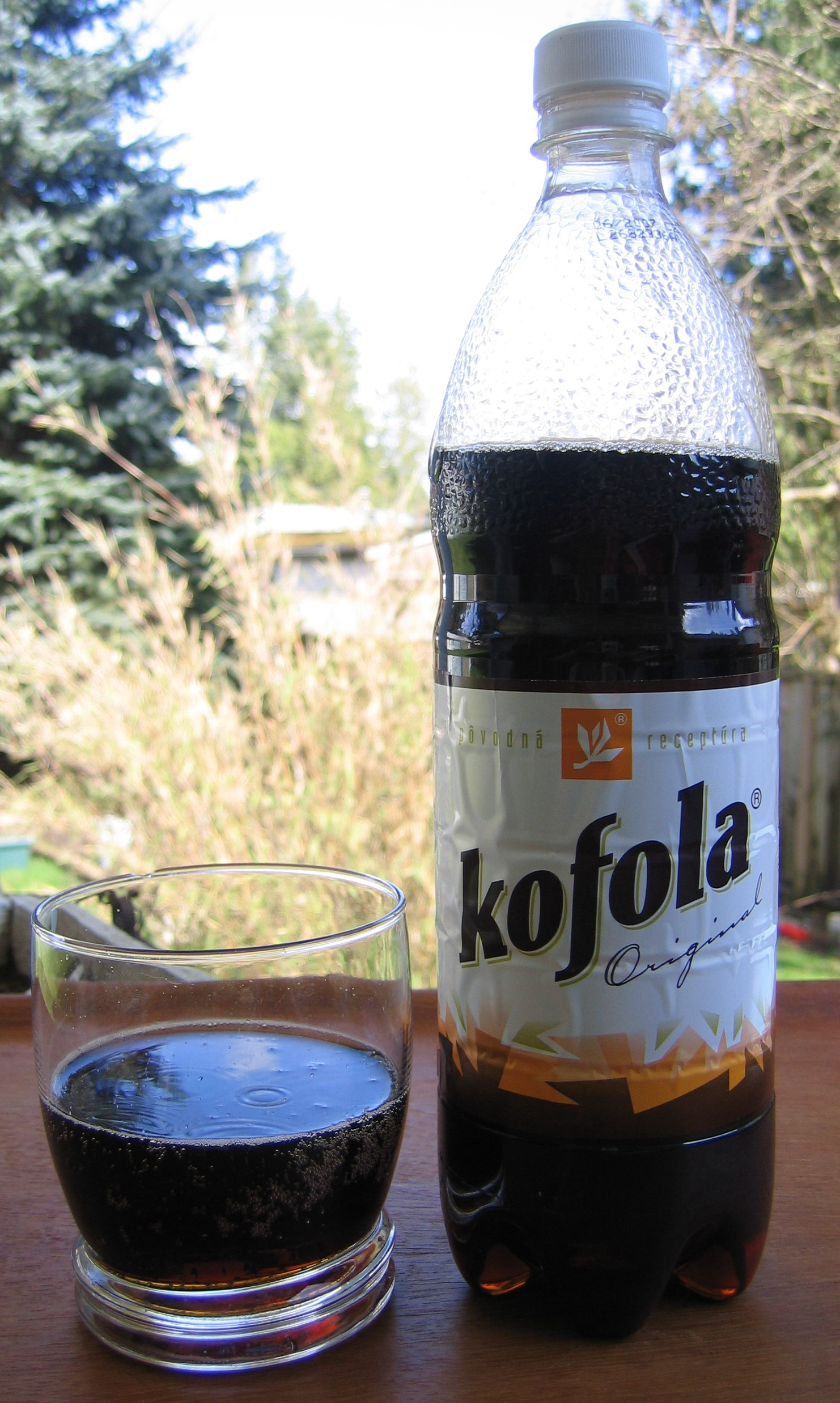
Kofola-Flasche

Kofola ist ein kohlensäure- und koffeinhaltiges Erfrischungsgetränk der tschechischen Aktiengesellschaft Kofola a.s. In Tschechien und der Slowakei konkurriert Kofola mit Coca-Cola und Pepsi.

## Geschichte
Kofola entstand beim tschechoslowakischen Pharmaunternehmen Galena in den frühen 1960ern. Die Firma forschte damals nach einem Verwendungszweck für den Überschuss an Koffein, der bei der Kaffeeröstung entstand. Das Forschungsergebnis war Kofo, ein dunkler, süß-säuerlich schmeckender Sirup, der zum Hauptbestandteil des 1962 erstmals verkauften neuen Softdrinks Kofola werden sollte.
Während der 1960er und 1970er Jahre wurde Kofola in der Tschechoslowakei äußerst beliebt, stellte es doch einen Ersatz für die meist teuren Westprodukte Coca-Cola oder Pepsi-Cola dar. In den 1980er Jahren war Pepsi zwar erhältlich, aber teurer. Nach dem Niedergang des Staatssozialismus 1989 war Kofola dem Wettbewerb mit den neu auf den geöffneten Markt drängenden, ausländischen Marken ausgesetzt. Dazu kamen Rechtsstreitigkeiten zwischen einheimischen Produzenten, die alle ihre eigenen „Kofolas“ herstellten. Nach Jahren des Niedergangs gelang es schließlich der im tschechischen Krnov ansässigen und im Besitz der griechischen Familie Samaras befindlichen Firma Santa nápoje „Kofola“ als eingetragenes Warenzeichen schützen zu lassen und zum alleinigen Hersteller und Vertreiber von Kofola in Tschechien und der Slowakei zu werden.
2002 baute Santa nápoje im slowakischen Rajecká Lesná eine neue Abfüllanlage, um die Nachfrage des slowakischen Marktes befriedigen zu können, 2005 folgte eine Anlage im polnischen Kutno. Mit dieser stieg die Mitarbeiterzahl auf über 1000.
Seit 2003 heißt die Firma Kofola a.s. Neben Kofola stellt sie auch die Marken Top Topic, Jupí, Jupík und RC Cola her und exportiert sie nach Ungarn, Slowenien und Kroatien.
2002 begann eine erfolgreiche Medienkampagne, mit der man sich an eine jüngere und modernere Zielgruppe richtete. Sie gründete auf dem Slogan „Když ji miluješ, není co řešit. / Keď ju miluješ, nie je čo riešiť.“ („Wenn du sie liebst, ist alles andere egal.“). Bis 2000 zeigte das Kofola-Logo eine Kaffeebohne, heute ist es eine Kaffeeblüte. Neben Gebinden für den Endverbraucher wird Kofola in Tschechien und der Slowakei auch in 50-Liter-Fässern vertrieben, die den Bedürfnissen von Bars und Restaurants entgegenkommen, wo sie als „Točená Kofola“ („Kofola vom Fass“) bzw. „Čapovaná Kofola“ („Gezapfte Kofola“, Slowakei) angeboten wird.
2010 eröffnete Kofola eine neue Fabrik in Mnichovo Hradiště.
Von 2014 bis 2024 vertrieb Kofola auch Getränke der Marke Rauch in Tschechien. Stattdessen brachte Kofola eine eigene Marke für Säfte sowie eigene Eistees in einer Kooperation mit dem Unternehmen Dilmah auf den Markt.

## Verkäufe
In der Slowakei ist Kofola der wichtigste Konkurrent von Coca-Cola und Pepsi. 2004 verkaufte Kofola 19,44 Millionen Liter. Einer Umfrage 2004 zufolge ziehen 17 % der slowakischen Cola-Konsumenten Kofola anderen Produkten vor, 14 % favorisieren Coca-Cola. Kofolas Marktanteil hat sich in nur zwei Jahren mehr als verdoppelt (2002: 4,6 %, 2004: 9,4 %). Kofola hält damit nach Coca-Cola (11,5 %) und Walmart (9,6 %) und noch vor Pepsi (5,5 %) die dritte Position.

## Arten

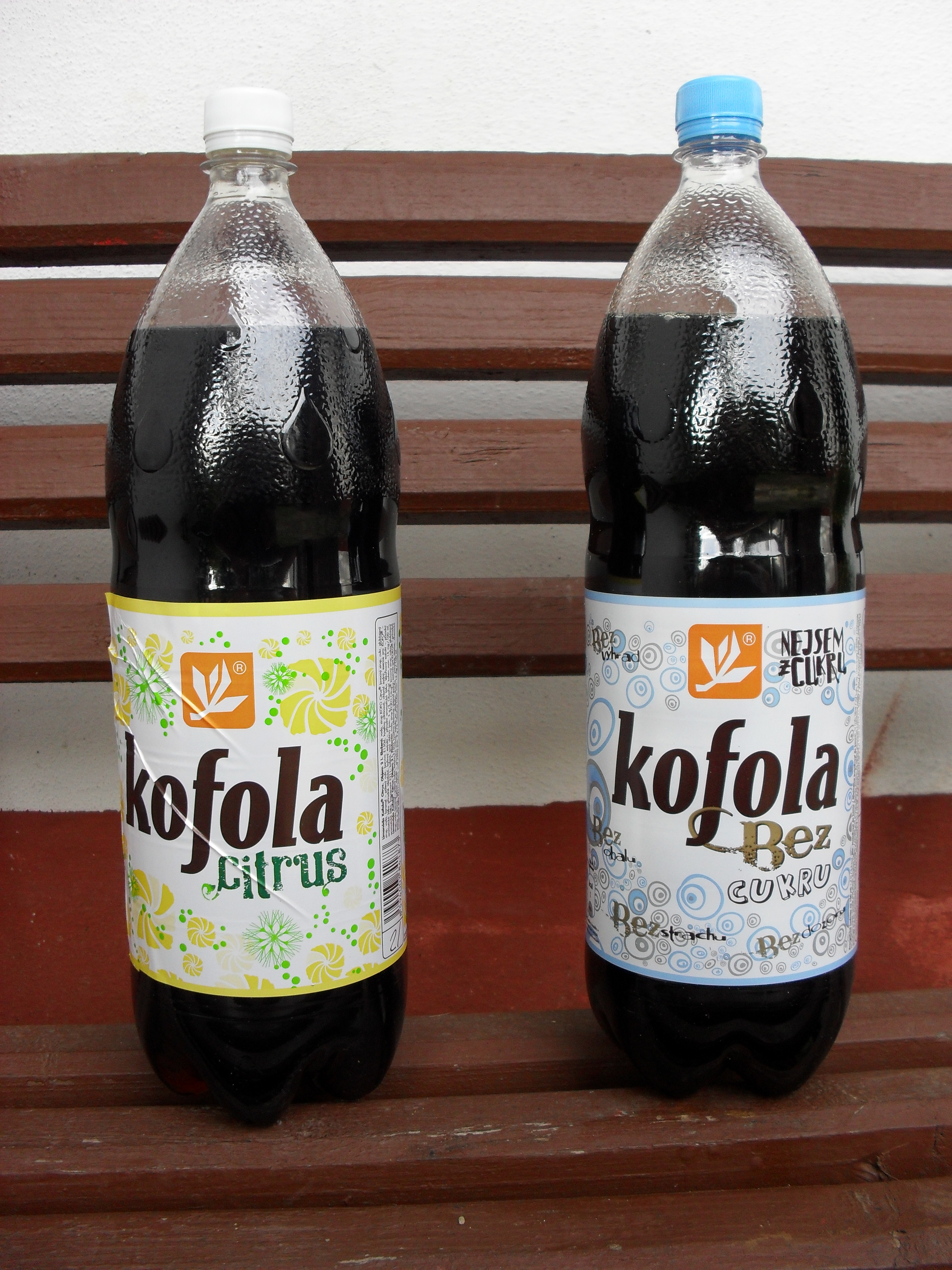
Kofola: mit Zitrone und ohne Zucker

Die folgenden Arten (tschechische Schreibweise) sind regulär im Handel erhältlich:
- Kofola Original
- Kofola Citrus (Zitronengeschmack, seit 2004)
- Kofola bez cukru (zuckerlos, seit 2008)
- Kofola Višňová (Sauerkirschgeschmack, seit 2011)
- Kofola Meruňková (Aprikosengeschmack, seit 2015)
- Kofola Meloun (Melonengeschmack, seit 2016)

Während der Weihnachtszeit werden limitierte Editionen (tschechische Schreibweise) verkauft:
- Kofola Skořicová (Zimtgeschmack, 2007 und 2014)
- Kofola Barborková (Kirschgeschmack, 2008)
- Kofola Hvězdičková (Granatapfel-/Vanillegeschmack, 2009)
- Kofola Vanilková (Vanillegeschmack, 2012, seit 2013 dauerhaft erhältlich)
- Kofola Marcipánová (Marzipangeschmack, 2014 und 2015)
- Kofola Perníková (Lebkuchengeschmack, 2014, als Reaktion auf niedrigen Absatz der Marzipansorte veröffentlicht)
- Kofola Čokoládová (Schokoladengeschmack, 2015)
- Kofola Vlašský ořech (Walnussgeschmack, 2016)
- Kofola Kokos (Kokosnussgeschmack, 2016 und 2020)
- Kofola Švestka se skořicí (Pflaume-Zimt-Geschmack, 2017)
- Kofola Hruška se skořicí (Birne-Zimt-Geschmack, 2017)
- Kofola Mandarinka (Mandarinen-Geschmack, 2018)
- Kofola Vánoční koření (Geschmack nach Weihnachtsgewürzen, 2019)
- Kofola Jablko se skořicí (Apfel-Zimt-Geschmack, 2019 und 2021)
- Kofola Med (Honig-Geschmack, 2020)
- Kofola Karamel (Karamell-Geschmack, 2021)
- Kofola Linecké cukroví (Linzer-Torte-Geschmack, 2022)
- Kofola Vanilkový rohlíček (Vanillekipferl-Geschmack, 2022)

Neben den Weihnachtseditionen erschienen noch weitere Sondersorten (tschechische Schreibweise), die nicht mehr verkauft oder derzeit temporär verkauft werden:
- Kofola Extra Bylinková (mit zusätzlichem Kräutergeschmack, 2011–2017)
- Kofola Festivalová (Guavegeschmack, 2012)
- Kofola s Guaranou (Guaranágeschmack und 150 % Koffeingehalt, 2012 und 2018)
- Kofola Třešnová (Kirschgeschmack)
- Kofola Malina (Himbeergeschmack)
- Kofola Černý rybíz (Geschmack Schwarzer Johannisbeere, 2017 und 2021)
- Kofola Ostružina (Brombeergeschmack, 2018)
- Kofola Ananas (Ananasgeschmack, 2018)
- Kofola Grep (Grapefruitgeschmack, 2018)
- Kofola Angrešt (Stachelbeerengeschmack, 2019)
- Kofola Máta (Minzgeschmack, 2020)
- Kofola Jahoda (Erdbeergeschmack, 2022)

## Inhaltsstoffe
Kofo-Sirup, der Hauptbestandteil von Kofola, besteht aus 14 natürlichen Inhaltsstoffen (darunter Apfel-, Kirsch-, Johannisbeer-Extrakte, Kräuter-Aromen, Zucker und Karamell). Im Vergleich mit Pepsi oder Coca-Cola enthält Kofola 20 % weniger Zucker und keine Phosphorsäure. Der physiologische Brennwert liegt bei 140 kJ (= 33 kcal) pro 100 g.